# Depot von Vitín
Das Depot von Vitín (auch Hortfund von Vitín) ist ein Depotfund der frühbronzezeitlichen Aunjetitzer Kultur aus Vitín im Jihočeský kraj, Tschechien. Es datiert in die Zeit zwischen 2000 und 1800 v. Chr. Das Depot befindet sich heute im Südböhmischen Museum in Budweis.

## Fundgeschichte
Das Depot wurde im September 1899 westsüdwestlich von Vitín in einem Steinbruch entdeckt.

## Zusammensetzung
Das Depot besteht aus neun bronzenen Ösenhalsringen bzw. Ringbarren. Die Ringe haben verjüngte und häkchenförmige Enden. An den Innenseiten weisen sie unregelmäßige Rillen auf. Einige Exemplare sind asymmetrisch geformt und in der Mitte weniger dick als an den Enden. Die Länge der Ringe liegt zwischen 144 mm und 159 mm, die Breite zwischen 122 mm und 130 mm. Das Gewicht beträgt zwischen 122 g und 215 g.